# Страсбурзька угода (1675)
Страсбурзька угода від 27 серпня 1675 року є першою міжнародною угодою про заборону використання хімічної зброї. Договір був підписаний між Францією та Священною Римською імперією і був створений у відповідь на використання єпископом Мюнстера Крістофом Бернгардом фон Галеном отруєних куль та снарядів під час облоги Гронінгена (1672) в ході франко-голландської війни. Використанню цієї зброї передував винахід Леонардо да Вінчі — снаряди, наповнені миш'яком і сіркою, якими можна було обстрілювати кораблі.
Гаазька конвенція 1899 року також містила положення, яке забороняло використання снарядів, здатних поширювати задушливі або шкідливі гази. Наступної великої угоди щодо хімічної зброї не відбулося до моменту підписання Женевського протоколу 1925 року. Сьогодні заборона на використання хімічної зброї відрізняється від використання отрути як методу ведення війни, і Міжнародний Комітет Червоного Хреста особливо відзначає, що вони існують незалежно один від одного.